# Maison Napoléon (Anvers)
Ne doit pas être confondu avec Maison Napoléon.
La maison Napoléon (en néerlandais : Woning ou Huis Napoleon) est un immeuble réalisé par l'architecte Jacques De Weerdt en 1904 dans le style Art nouveau à Anvers en Belgique (région flamande).
Elle est classée et reprise sur la liste des monuments historiques de Berchem depuis le 11 avril 1984.

## Situation
Cette maison se situe au no 30 de Waterloostraat, une artère résidentielle du quartier de Zurenborg à Berchem au sud-est d'Anvers comptant de nombreuses autres réalisations de style Art nouveau comme la Huis De Slag van Waterloo et l'ensemble Den Tijd.

## Description
La maison compte deux travées et quatre niveaux (trois étages) dont un mansardé. La façade est bâtie en pierre blanche naturelle avec un soubassement en pierre bleue sculptée de fines courbes. Les extrémités des linteaux des baies du premier étage sont ornées de motifs végétaux ou animaux.
La travée de gauche comporte une baie avec deux meneaux en pierre qui deviennent des consoles soutenant la fenêtre arquée à base trapézoïdale du premier étage. Ce dernier est surmonté d'un balcon concave en pierre et ferronnerie. La baie du deuxième étage forme un arc en plein cintre. La façade est signée par l'architecte en dessous et à gauche du bow-window.
La travée de droite où se trouvent la porte d'entrée à deux battants et la mosaïque est la plus étroite. Située à l'allège de la baie du deuxième étage, la mosaïque représente l'empereur Napoléon, son blason, deux canons et quatre fleurs blanches.

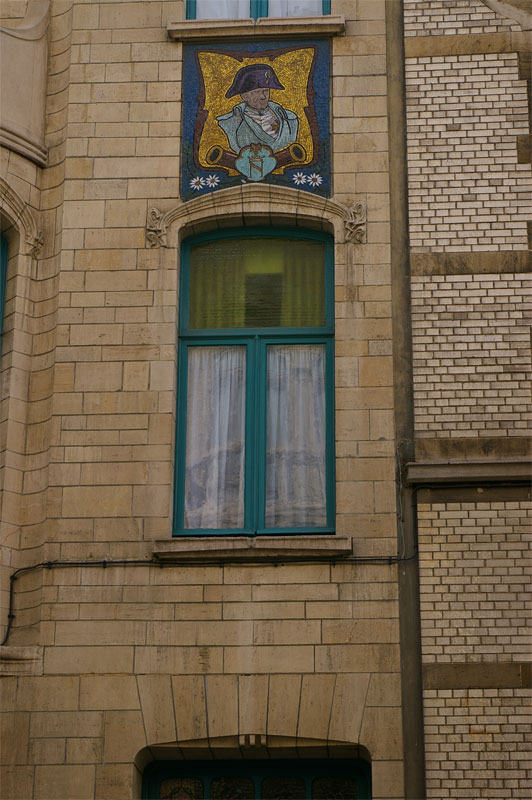
Travée de droite : mosaïque de Napoléon

## Source
- (nl) https://inventaris.onroerenderfgoed.be/erfgoedobjecten/11156